# Tamás Freund

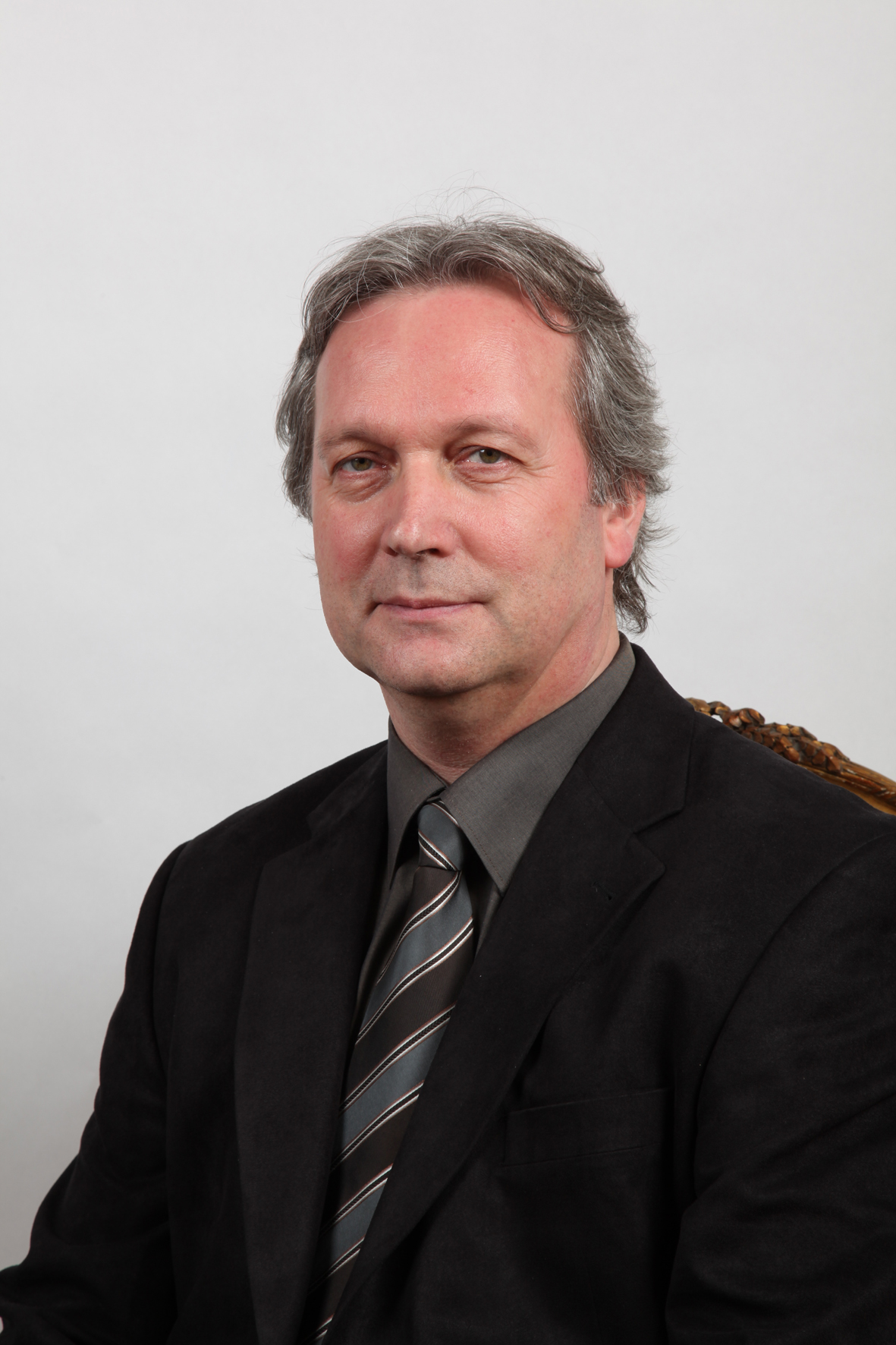
Tamás F. Freund (2009)

Tamás F. Freund (* 14. Juni 1949 in Zirc) ist ein ungarischer Neurowissenschaftler. Sein Forschungsschwerpunkt bildet die synaptische und molekulare Organisation, funktionale Architektur und Physiologie von neuronalen Netzen in der Hirnrinde, speziell der sogenannten „neuronalen Mikroschaltungen“ (neuronal microcircuits).

## Leben
Tamás Freund studierte von 1978 bis 1983 Biologie an der Eötvös-Loránd-Universität in Budapest und verteidigte dort 1984 seine Dissertation in Neurowissenschaften über die Interneurone in der Großhirnrinde von Katzen, Ratten und Affen. Zu seiner Studienzeit war er studentische Hilfskraft am 1. Institut für Anatomie der Medizinischen Fakultät der Semmelweis-Universität (1980–1983) und Forschungsstipendiat am Institut für Pharmakologie der University of Oxford. Anschließend war Freund wissenschaftlicher Mitarbeiter der Ungarischen Akademie der Wissenschaften am 1. Institut für Anatomie an der Semmelweis-Universität (1983–1989), sowie wissenschaftlicher Mitarbeiter am Institut für experimentelle Psychologie (Januar bis Mai 1985) und bei der Anatomical Neuropharmacology Unit des Instituts für Pharmakologie (1986–1988) der University of Oxford.
Im Jahr 1990 wurde er zum Leiter der Abteilung für funktionale Neuroanatomie des Instituts für experimentelle Medizin der Ungarischen Akademie der Wissenschaften in Budapest berufen und wurde 1994 zum stellvertretenden Direktor des Instituts ernannt. Seit 2002 bekleidet er die Position des Direktors des Instituts für experimentelle Medizin. Neben seinen Positionen an staatlichen Forschungseinrichtungen ist er seit 2000 Professor und Leiter der Abteilung für Neurowissenschaften an der Katholischen Péter-Pázmány-Universität in Budapest.
1998 wurde Freund zum korrespondierenden Mitglied und 2004 zum ordentlichen Mitglied der Ungarischen Akademie der Wissenschaften ernannt. Weiterhin ist Freund seit 2000 Mitglied der Academia Europaea, seit 2001 Mitglied der Europäischen Akademie der Wissenschaften und Künste und wurde 2001 zum Mitglied der Deutschen Akademie der Naturforscher Leopoldina und 2014 zum Mitglied der American Academy of Arts and Sciences gewählt. Daneben ist er Mitglied der Society for Neuroscience, war von 1997 bis 2003 Vorsitzender des Ausschusses für Neurowissenschaften bei der Ungarischen Akademie der Wissenschaften, von 1998 bis 2004 Mitglied des Präsidiums der International Brain Research Organization (IBRO), von 2004 bis 2006 Präsident der Federation of European Neuroscience Societies (FENS), 2009 bis 2013 Präsident der Ungarischen Gesellschaft für Neurowissenschaften und 2013/2014 Mitglied des Beirats für Wissenschaft und Technik des europäischen Kommissionspräsidenten. 2020 wurde er für drei Jahre zum Präsidenten der Ungarischen Akademie der Wissenschaften gewählt.
Tamás Freund ist verheiratet und hat zwei Kinder.

## Auszeichnungen
Freund wurde mit dem Krieg Cortical Kudos Award des Cajal Clubs, der ältesten neurowissenschaftlichen Gesellschaft der Vereinigten Staaten, in der Stufe Explorer (1991) und Discoverer (1998) ausgezeichnet. 1998 war er erster IBRO-Kemali-Preisträger. Von der Ungarischen Akademie der Wissenschaften erhielt er 1997 den Akademie-Preis und 2003 die Honoris-Causa-Pro-Sciencia-Goldmedaille, von der Attila-József-Universität 1999 den Ábrahám-Ambrus-Preis, von der Semmelweis-Universität 2007 den Semmelweis-Preis und von der Universität Pécs 2012 den Környei-Gedächtnispreis verliehen.
2000 erhielt Freund den zum ersten Mal vergebenen interdisziplinären Bolayi-Preis verliehen. 2007 wurde er mit dem höchsten staatlichen Wissenschaftspreis Ungarns, dem Széchenyi-Preis, ausgezeichnet und ist seit 2011 Träger des ungarischen Verdienstordens in der Klasse Kommandeur. 2008 erhielt er den Prima-Primissima-Preis und 2011 zusammen mit Péter Somogyi und György Buzsáki den Brain Prize verliehen.
Seit 2016 ist Freund Ehrenbürger von Budapest.

## Werke (Auswahl)
Tamás Freund hat bisher über 250 wissenschaftliche Aufsätze publiziert und besitzt einen Hirschfaktor von 79. Daneben ist er Mitglied des redaktionellen Beirats mehrerer internationaler wissenschaftlicher Zeitschriften, wie der Neuroscience (seit 1991), der Experimental Brain Research (seit 1992), dem European Journal of Neuroscience (seit 1998) oder dem Journal of Chemical Neuroanatomy (seit 2006).
- T. F. Freund, J. F. Powell, A. D. Smith: Tyrosine hydroxylase-immunoreactive boutons in synaptic contact with identified striatonigral neurons, with particular reference to dendritic spines. In: Neuroscience. Volume 13, Issue 4, 1984, S. 1189–1215, doi:10.1016/0306-4522(84)90294-X, PMID 6152036 (englisch).
- T. F. Freund, M. Antal: GABA-containing neurons in the septum control inhibitory interneurons in the hippocampus. In: Nature. Volume 336, Issue 6195, 1988, S. 170–173, doi:10.1038/336170a0, PMID 3185735 (englisch).
- T. F. Freund, G. Buzsáki: Interneurons of the Hippocampus. In: Hippocampus. Volume 6, Issue 4, 1996, S. 347–470, doi:10.1002/(SICI)1098-1063(1996)6:4<347::AID-HIPO1>3.0.CO;2-I, PMID 8915675 (englisch).
- R. Miles, K. Tóth, A. I. Gulyás, N. Hájos, T. F. Freund: Differences between Somatic and Dendritic Inhibition in the Hippocampus. In: Neuron. Volume 16, Issue 4, 1996, S. 815–823, doi:10.1016/S0896-6273(00)80101-4, PMID 8607999 (englisch).
- I Katona, B. Sperlágh, A Sík, A. Käfalvi, E. S. Vizi, K. Mackie, T. F. Freund: Presynaptically Located CB1 Cannabinoid Receptors Regulate GABA Release from Axon Terminals of Specific Hippocampal Interneurons. In: Journal of Neuroscience. Volume 19, Issue 11, 1999, S. 4544–4558, PMID 10341254 (englisch).
- T. P. Dinh, D. Carpenter, F. M. Leslie, T. F. Freund, I. Katona, S. L. Sensi, S. Kathuria, D. Piomelli: Brain monoglyceride lipase participating in endocannabinoid inactivation. In: Proceedings of the National Academy of Sciences of the United States of Americ. Volume 99, Issue 16, 2002, S. 10819–10824, doi:10.1073/pnas.152334899, PMID 12136125 (englisch).
- T. F. Freund, I. Katona, D. Piomelli: Role of Endogenous Cannabinoids in Synaptic Signaling. In: Physiological Reviews. Volume 83, Issue 3, 2003, S. 1017–1066, doi:10.1152/physrev.00004.2003, PMID 12843414 (englisch).
- I. Katona, T. F. Freund: Endocannabinoid signaling as a synaptic circuit breaker in neurological disease. In: Nature Medicine. Volume 14, Issue 9, 2008, S. 923–930, doi:10.1038/nm.f.1869, PMID 18776886 (englisch).